# Goldendale
Goldendale az Amerikai Egyesült Államok északnyugati részén, Washington állam Klickitat megyéjében elhelyezkedő város, a megye székhelye. A 2010. évi népszámlálási adatok alapján 3407 lakosa van.

## Történet
A helység 1872-ben vette fel John Golden nevét; a telepes lakóháza ma is áll. Goldendale 1878-ban lett Klickitat megye székhelye; városi rangot 1879. november 14-én kapott. Az épületek többsége az 1888. május 13-ai tűzben megsemmisült.
1918. június 9-én William Wallace Campbell, a Lick csillagvizsgáló igazgatója és Heber Doust Curtis csillagász a városba érkeztek a teljes napfogyatkozás megfigyelésére. A vizsgálat célja a napkorona lefotózása és a csillagok alakváltozásának dokumentálása volt, viszont megfelelő felszerelés hiányában erre nem voltak képesek. 1919 novemberében két brit csillagász Cambell és Curtis megfigyelései mellett a relativitáselméletet is bebizonyította. Az 1979. február 26-i újabb napfogyatkozás látogatók ezreit vonzotta a helyi obszervatóriumba.

## Éghajlat
A város éghajlata mediterrán (a Köppen-skála szerint Csb).
| Hónap                         | Jan.  | Feb.  | Már.  | Ápr. | Máj. | Jún. | Júl. | Aug. | Szep. | Okt.  | Nov.  | Dec.  | Év    |
| ----------------------------- | ----- | ----- | ----- | ---- | ---- | ---- | ---- | ---- | ----- | ----- | ----- | ----- | ----- |
| Rekord max. hőmérséklet (°C)  | 15,0  | 20,0  | 22,8  | 27,8 | 35,0 | 36,7 | 41,1 | 38,9 | 36,7  | 29,4  | 19,4  | 15,0  | 41,1  |
| Átlagos max. hőmérséklet (°C) | 2,8   | 5,0   | 8,9   | 12,8 | 17,2 | 21,1 | 26,7 | 26,7 | 22,2  | 14,4  | 6,7   | 1,7   | 13,9  |
| Átlagos min. hőmérséklet (°C) | −3,3  | −3,3  | −1,1  | 1,1  | 4,4  | 7,2  | 10,6 | 10,0 | 6,7   | 2,2   | −1,1  | −4,4  | 2,5   |
| Rekord min. hőmérséklet (°C)  | −28,3 | −27,8 | −16,1 | −7,2 | −5,0 | −5,6 | 1,1  | −2,2 | −5,0  | −11,1 | −26,1 | −28,9 | −28,9 |
| Átl. csapadékmennyiség (mm)   | 141   | 100   | 78    | 46   | 36   | 25   | 7    | 9    | 22    | 54    | 139   | 159   | 816   |
| Forrás: The Weather Channel   |       |       |       |      |      |      |      |      |       |       |       |       |       |

## Népesség
A 2010-es népszámláláskor a városnak 3407 lakója, 1462 háztartása és 858 családja volt. A népsűrűség 444,2 fő/km2. A lakóegységek száma 1635, sűrűségük 213,2 db/km2. A lakosok 88,3%-a fehér, 0,4%-a afroamerikai, 4,1%-a indián, 0,5%-a ázsiai, 0,1%-a a Csendes-óceáni szigetekről származik, 4,1%-a egyéb, 2,6%-a pedig kettő vagy több etnikumú. A spanyol vagy latino származásúak aránya 8,4% (   )
A háztartások 29,6%-ában élt 18 évnél fiatalabb. 39,7% házas, 13,9% egyedülálló nő, 5,1% egyedülálló férfi, 41,3% pedig nem család. 35,1% egyedül élt; 14,4%-uk 65 éves vagy idősebb. Egy háztartásban átlagosan 2,3 személy élt; a családok átlagmérete 2,96 fő.
A medián életkor 40,4 év volt. A város lakóinak 25,1%-a 18 évesnél fiatalabb, 8,2% 18 és 24 év közötti, 22,7%-uk 25 és 44 év közötti, 27%-uk 45 és 64 év közötti, 17,1%-uk pedig 65 éves vagy idősebb. A lakosok 48,5%-a férfi, 51,5%-a pedig nő.

## Gazdaság
A városban a munkanélküliségi ráta magasabb az állami átlagnál; a legnagyobb iparágak az építőipar és a kereskedelem. Goldendale-ben működött egykor a Goldendale Aluminum Co. alumínium-feldolgozója.

## Turizmus
Goldendale több rendezvény (például megyei vásár és rodeó, valamint a helyi közösségi napok) helyszíne. A belvárosban helyezkedik el a Presby Museum, amely a Klickitat megyei Történelmi Társaság székhelye.

## Média
A város hetilapja a szerdánként megjelenő, 3200 előfizetővel rendelkező The Goldendale Sentinel. Az 1879-ben Klickitat Sentinel néven alapított újság kiadója az 1910-es évek közepén felvásárolta a többi megyei lapot.

## Nevezetes személyek
- Alan W. Jones, dandártábornok[20]
- Bryan Caraway, harcművész[21]
- Lavina Washines, a Yakama rezervátum első női elnöke[22]
- Porter Lainhart, NFL-quarterback[23]

## Fordítás
Ez a szócikk részben vagy egészben  a   Goldendale, Washington című angol Wikipédia-szócikk ezen változatának fordításán alapul.  Az eredeti cikk szerkesztőit annak laptörténete sorolja fel. Ez a jelzés csupán a megfogalmazás eredetét és a szerzői jogokat jelzi, nem szolgál a cikkben szereplő információk forrásmegjelöléseként.